# العلاقات النيجيرية النيكاراغوية
العلاقات النيجيرية النيكاراغوية هي العلاقات الثنائية التي تجمع بين نيجيريا ونيكاراغوا.

## مقارنة بين البلدين
هذه مقارنة عامة ومرجعية للدولتين:
| وجه المقارنة                                              | نيجيريا                     | نيكاراغوا        |
| --------------------------------------------------------- | --------------------------- | ---------------- |
| المساحة (كم2)                                             | 923.77 ألف                  | 130.38 ألف       |
| عدد السكان (نسمة)                                         | 190.89 مليون                | 6.22 مليون       |
| الكثافة السكانية (ن./كم²)                                 | 206.64                      | 47.71            |
| العاصمة                                                   | أبوجا، لاغوس                | ماناغوا          |
| اللغة الرسمية                                             | لغة إنجليزية، اللغة اليوربا | اللغة الإسبانية  |
| العملة                                                    | نيرة نيجيرية                | كوردبا نيكاراغوا |
| الناتج المحلي الإجمالي (بليون دولار)                      | 375.77 مليار                | 13.81 مليار      |
| الناتج المحلي الإجمالي (تعادل القوة الشرائية) بليون دولار | 1.09 تريليون                | 31.63 مليار      |
| الناتج المحلي الإجمالي الاسمي للفرد دولار أمريكي          | 2.64 ألف                    | 2.09 ألف         |
| الناتج المحلي الإجمالي للفرد دولار أمريكي                 | 5.91 ألف                    | 4.92 ألف         |
| مؤشر التنمية البشرية                                      | 0.514                       | 0.631            |
| رمز المكالمات الدولي                                      | +234                        | +505             |
| رمز الإنترنت                                              | .ng                         | .ni              |
| المنطقة الزمنية                                           | ت ع م+01:00                 | 00               |

## منظمات دولية مشتركة
يشترك البلدان في عضوية مجموعة من المنظمات الدولية، منها:
| علم المنظمة | اسم المنظمة                               | تاريخ انضمام نيجيريا | تاريخ انضمام نيكاراغوا |
| ----------- | ----------------------------------------- | -------------------- | ---------------------- |
|             | منظمة حظر الأسلحة الكيميائية              | ?                    | ?                      |
|             | البنك الدولي للإنشاء والتعمير             | 30 مارس 1961         | 14 مارس 1946           |
|             | منظمة التجارة العالمية                    | ?                    | ?                      |
|             | المركز الدولي لتسوية المنازعات الاستشارية | 14 أكتوبر 1966       | 19 أبريل 1995          |
|             | الأمم المتحدة                             | 7 أكتوبر 1960        | 24 أكتوبر 1945         |
|             | منظمة الشرطة الجنائية الدولية             | ?                    | ?                      |
|             | وكالة ضمان الاستثمار متعدد الأطراف        | 12 أبريل 1988        | 12 يونيو 1992          |
|             | يونسكو                                    | 14 نوفمبر 1960       | 22 فبراير 1952         |
|             | مؤسسة التنمية الدولية                     | 14 نوفمبر 1961       | 30 ديسمبر 1960         |
|             | مؤسسة التمويل الدولية                     | 30 مارس 1961         | 20 يوليو 1956          |
|             | الاتحاد البريدي العالمي                   | ?                    | ?                      |
|             | الاتحاد الدولي للاتصالات                  | 11 أبريل 1961        | 12 مايو 1926           |

## وصلات خارجية
- موقع وزارة الخارجية النيجيرية
- موقع وزارة الخارجية النيكاراغوية